# Matti Klinge

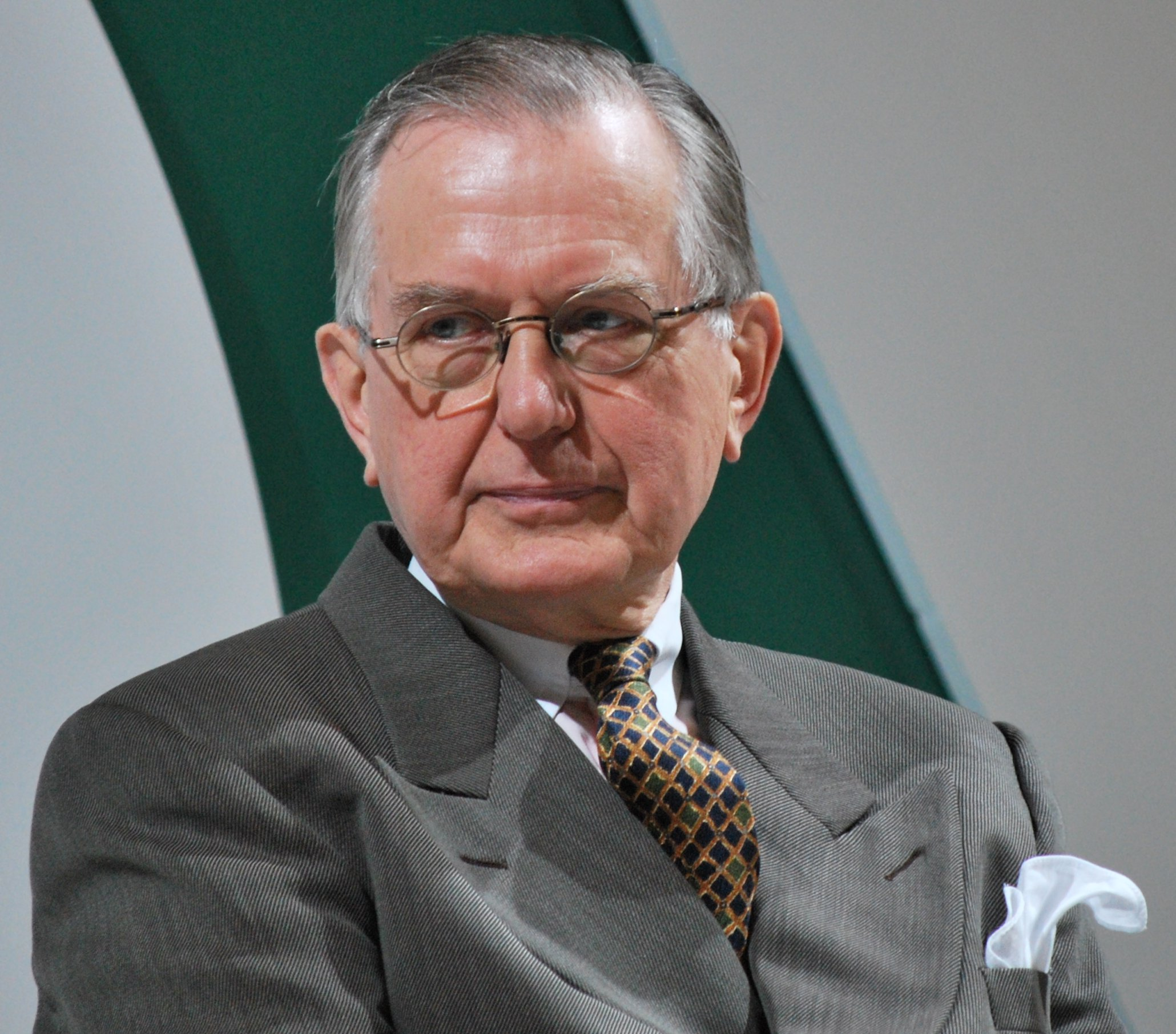
Matti Klinge (2008)

Matti Klinge (ur. 31 sierpnia 1936 w Helsinkach, zm. 5 marca 2023) – fiński historyk.
Studiował na Uniwersytecie Helsińskim, w 1959 uzyskał stopień magistra (M.A.), w 1966 licencjat w zakresie filozofii, a w 1967 stopień doktora nauk historycznych. W latach 1966–1969 pracował w niepełnym wymiarze godzin jako kurator w Muzeum Mannerheima w Helsinkach. Zajmował się też malarstwem oraz tworzeniem ilustracji do swoich książek.
Pracował naukowo na Uniwersytecie Helsińskim, w 1972 otrzymał tytuł profesora historii. W latach 1970–1972 przebywał jako profesor wizytujący na Uniwersytecie Paryskim. W 2002 roku przeszedł na emeryturę.

## Wyróżnienia i nagrody
- doktorat honoris causa Uniwersytetu w Uppsali (1989)
- Order Lwa Finlandii (1980)
- doktorat honoris causa Uniwersytetu w Greifswaldzie (2006)
- Order Białej Róży Finlandii, komandor I klasy, 2007
- Order Gwiazdy Polarnej, komandor,
- Legia Honorowa (kawaler, 1996, oficer, 2015)

## Wybrane publikacje
- Kaksi Suomea. Helsinki: Otava, 1982. ISBN 951-1-07011-8.
- Bałtycki świat, 1995 (Itämeren maailma) polskie tłumaczenie Jarosław Suchoples, ISBN 951-1-16029-X.
- Krótka historia Finlandii (Katsaus Suomen historiaan), 1997, polskie tłumaczenie Jarosław Suchoples, ISBN 951-1-15054-5.
- Fińska tradycja: eseje o strukturach i tożsamościach Północy, 2006, polskie tłumaczenie Jarosław Suchoples, ISBN 83-7432-047-8.